# Mario Basiola
Ne pas confondre avec son fils, Mario Basiola (1935-1996).
Mario Basiola, né le 12 juillet 1892 à Annicco et mort le 3 janvier 1965 à Annicco ou à Milan, est un baryton italien d'opéra.

## Biographie
Mario Basiola nait le 12 juillet 1892 à Annicco. Fils d'Alessandro, un vannier, et de Marta Milanesi, il passe sa jeunesse à travailler dans les champs sans recevoir d'éducation scolaire.
C'est à l'église qu'il s'adonne pour la première fois au chant. Son service militaire le conduit à Rome, où il reste soldat dans la garnison pendant toute la durée de la Première Guerre mondiale. Encouragé par de nombreuses personnes, il se présente à un concours pour entrer au conservatoire de Sainte-Cécile, où, sur une soixantaine de candidats, il est l'un des cinq lauréats. Mario Basiola étudie auprès d'Antonio Cotogni à Rome, et devient l'un de ses élèves préférés. 
Lors de ses premiers récitals à Sainte-Cécile, il chante, avec Giacomo Lauri-Volpi, les duos de La Force du destin et Don Carlos de Verdi ; puis suivent les premiers concerts de charité, à partir de 1916, en faveur des militaires de Rome et des environs, en interprétant des morceaux de l'Hérodiade de Jules Massenet, de Les Pêcheurs de perles de Georges Bizet, de Don Giovanni de Mozart, etc. en présence de son maestro, qui les accueillent avec enthousiasme.
Il fait ses débuts à l'opéra le 20 juin 1918 au théâtre Morgana (it) de Rome dans La Traviata, puis en novembre dans Le Barbier de Séville de Rossini, où il reçoit de bonnes critiques. En 1919, il effectue un bref apprentissage en province et débute en mars dans Rigoletto au théâtre Traiano (it) de Civitavecchia, et en mai dans La Favorite de Gaetano Donizetti à Orvieto et Viterbo ; Edoardo Mascheroni l'engage en septembre au Teatro del Giglio de Lucques pour Loreley (it) d'Alfredo Catalani et Dispetti amorosi de Gaetano Luporini (en), tandis qu'Emma Carelli l'engage au théâtre Verdi de Florence pour Pagliacci de Ruggero Leoncavallo (en décembre).
Il se rend ensuite à Terni en avril 1920 au théâtre Politeama où il interprète Andrea Chénier d'Umberto Giordano, Don Pasquale de Gaetano Donizetti et Cavalleria rusticana de Pietro Mascagni, puis au théâtre Giacosa de Naples à l'automne pour Bohème et Manon de J. Massenet. Avec cette dernière, il fait ses débuts le 13 octobre au Politeama (it) de Gênes. Il participe pour la première fois à une saison d'opéra à l'étranger en 1921 à Barcelone, où il interprète Monaco nero de Cassadò. De retour en Italie, il mène une activité incessante ; on se souvient encore de ses débuts en 1921 : Fedora de Giordano et Lucia di Lammermoor de Donizetti à Civitavecchia en février, Wally d'Alfredo Catalani à Udine en août, Ballo in Maschera de Verdi au théâtre Balbo (it) de Turin en septembre, Faust de C. Gounod et Ernani de Verdi au Teatro Chiabrera de Savona en novembre. Maintenant qu'il s'est fait un nom, B. commence à chanter aux côtés des vedettes du moment : en janvier 1922, il est obligé de répéter le duo du deuxième acte de La Traviata de Verdi avec H. De Hidalgo au Teatro Petruzzelli de Bari (où il fait également ses débuts dans Tosca de Giacomo Puccini en février) ; puis, en avril, il se rend au Teatro Massimo de Catane pour Barbiere de Rossini, aux côtés de Toti Dal Monte : les critiques soulignent déjà l'absence d'exagération et d'effets dramatiques dans son Figaro. Après un court repos à Crémone, il part pour une tournée en Égypte où il interprète onze opéras, faisant ses débuts le 23 septembre 1922 dans La Favorite à Port-Saïd, dans le rôle d'Alfonso.
En 1923 il est engagé par l'impresario Fortune Gallo (en) pour une tournée américaine au sein de la Compagnie de l'Opéra de Saint-Charles (en), et fait ses débuts le 3 octobre au Century Theater de New York dans Aida et Otello de Verdi.
Jusqu'en 1925, il continue à se produire dans tous les grands théâtres américains, interprétant principalement des rôles de Verdi (Rigoletto, Il trovatore, La Force du destin) ainsi que des opéras du répertoire courant : notamment La Gioconda d'Amilcare Ponchielli, Pagliacci, Carmen de Bizet. Il connaît toujours le succès et la critique, parmi les qualités de sa voix, souligne la sonorité et l'homogénéité de toute la tessiture, l'extension et la coloration claire, à tel point qu'on la confond souvent avec une voix de ténor. En juin 1924, il participe à la saison de Ravinia Park (en) (Chicago) en interprétant Lucia di Lammermoor et Rigoletto avec Lauri Volpi. Enfin, au cours de la saison 1925-1926, il est engagé par Giulio Gatti-Casazza au Metropolitan Opera de New York, où il restera jusqu'en 1932 : il débute le 11 novembre 1925 dans Aïda aux côtés d'Elisabeth Rethberg et Giovanni Martinelli sous la direction de Tullio Serafin, puis dans Madame Butterfly de Puccini (13 novembre) avec B. Gigli. L'activité théâtrale est extrêmement intense à cette époque et il ne se passe guère de mois sans qu'il ne soit occupé au Metropolitan et dans les principaux théâtres des États-Unis. Parmi les représentations les plus réussies, on peut citer, dès cette première saison au Metropolitan, Faust (10 décembre), souvent interprété aux côtés de Fédor Chaliapine, Gioconda (24 décembre), où il remplace Titta Ruffo à la fin, flanqué de Rosa Ponselle. En 1926, il interprète Cavalleria rusticana (8 janvier, l'opéra qu'il chante le plus souvent au Met) et Rigoletto (8 avril), où M. Talley fait ses débuts. En mai 1926, il se rend à Cuba et, en juillet, il participe à nouveau à la saison de Ravinia Park, où il interprète L'amoredei tre re et Don Pasquale d'Italo Montemezzi. Au cours de la saison 1926-1927, il fait ses débuts dans Vestale de G. Spontini (3 décembre), puis interprète Luciadi Lammermoor (20 décembre), Barbiere de Rossini (27 janvier 1927) avec Amelita Galli-Curci et Pagliacci (4 avril).
Le 12 juillet 1927, Mario Basiola épouse la soprano Caterina Gobbi et retourne en Italie pour une courte période : il ouvre en effet la saison 1927-1928 au Metropolitan avec La Force du destin ; le 23 décembre, il fait ses débuts dans Turandot de Puccini (Ping). Le 9 avril 1928 naît sa fille aînée, Marta : dans ces années-là, il ne se lasse pas d'étudier de nouveaux rôles ; il fait des débuts mémorables le 24 avril dans L'Africaine de Giacomo Meyerbeer à Atlanta, repris ensuite au Metropolitan le 10 novembre. En 1929, il se fait particulièrement remarquer avec Ernani en janvier et avec Trovatore (interprété plusieurs fois aux côtés de Lauri Volpi) en avril : le 20 décembre, il fait ses débuts dans La campana sommersa d'Ottorino Respighi. Ses dernières représentations au Metropolitan (février 1932) sont aux côtés de G. Thill dans Faust et de L. Pons dans Les contes d'Hoffmann d'Offenbach. Il participe également à la première représentation américaine du Fra Gherardo (en) d'Ildebrando Pizzetti (21 mars 1929), Sadko de Nikolaï Rimski-Korsakov (25 janvier 1930), Les précieuses ridicules de L. Lattuada (10 décembre 1930) et La notte di Zoraima de I. Montemezzi (2 décembre 1931).
Son séjour en Amérique est important mais il souffre de ne pas toujours être considéré comme l'égal de certains de ses collègues. De retour en Italie, il reprend d'abord le chant en province, mais devient rapidement l'un des barytons les plus recherchés car il possède, comme peu d'autres, les qualités nécessaires pour interpréter les opéras du répertoire du XIXe siècle qui reviennent en force dans ces années-là en raison de la rareté des nouveaux opéras à succès. Ainsi, après son succès aux côtés de Giannina Arangi-Lombardi au Théâtre Carlo-Felice de Gênes dans Africana (3 février 1933), Mario Basiola fait ses débuts au Teatro Reale dell'Opera de Rome dans La Force du destin (8 mars 1933) avec Claudia Muzio sous la direction de Gino Marinuzzi.
Le 25 mai 1933, il fait ses débuts au Maggio Musicale Fiorentino dans la production controversée de Puritani belliniani de De Chirico, aux côtés de Lauri Volpi, M. Capsir et E. Pinza. Après ses débuts au S. Carlo de Naples et son succès en mars 1934 dans Otello au Théâtre philharmonique de Vérone ("un Jago correct et contrôlé, il sait émerger sans en faire trop", Corriere Padano, 21 mars 1934), il célèbre le centenaire de Ponchielli à Crémone en interprétant, entre autres, Le fils prodigue (it). L'année suivante, à l'occasion du centenaire de Bellini, il interprète Il pirata à Rome (1er janvier) et La straniera à la Scala (22 avril), puis se rend en Pologne, en Espagne et de nouveau en Amérique, où naît, le 1er septembre 1935, son deuxième fils, Mario, lui aussi destiné à devenir un baryton célèbre. En 1936, après avoir participé à l'oratorio Il Natale de L. Perosi, il chante aux côtés de Tito Schipa dans L'Arlesiana de Francesco Cilea (11 avril, Teatro alla Scala) où, pour que B. puisse mettre en valeur son registre aigu, le compositeur a ajouté la phrase "Bravi ragazzi miei" au troisième acte. Le 10 décembre, il participe également à la première représentation d'Imelda d'A. Gandino aux côtés d'I. Pacetti au Teatro Comunale di Bologna. Ces années-là, l'activité du baryton est la plus intense, les débuts se succèdent immédiatement : Alceste de Gluck avec G. Cigna (Rome, 13 janvier 1937), Lucrezia et Maria Egiziaca d'O. Respighi (ibid., 24 mars), Guarany d'A. Gomes pour le centenaire de sa naissance (ibid., 15 avril) : toujours invité par le Maggio Musicale Fiorentino en 1937, il interprète Luisa Miller de Verdi avec M. Caniglia. En 1938, une troupe de chanteurs italiens est constituée pour une tournée en Allemagne : B. y participe avec Lauri Volpi. De retour à Rome, il fait ses débuts dans Nave de Montemezzi aux côtés de Tito Gobbi et Giuseppe Taddei, et reçoit un accueil très favorable : « Le rôle de Basiola est le personnage le mieux tracé, il présente des affinités avec la Salomé straussienne » (Il Messaggero, 15 décembre 1938). En 1939, le baryton effectue deux tournées à l'étranger, invité au Caire (où il fait ses débuts dans Thaik de J. Massenet) et au Covent Garden de Londres pour quelques représentations de Tosca, Trovatore, Traviata avec B. Gigli et J. Bjorling. Après avoir participé à la saison d'opéra de Caracalla, le 13 octobre 1939, pour la saison d'opéra de l'EIAR, il interprète Edipo Re de Ruggero Leoncavallo. La saison 1939-1940 est la dernière à la Scala où il participe à une célèbre reprise de Linda di Chamounix de Donizetti (10 décembre) sous la direction de Marinuzzi, suivie d'un mémorable Rigoletto avec Lina Pagliughi (17 mars). L'entrée en guerre de l'Italie signifie pour le chanteur un retour aux concerts de charité pour les soldats blessés (souvent organisés dans sa villa d'Annico) qui avaient caractérisé le début de sa carrière.

### Après la Seconde Guerre mondiale
Après la guerre, l'activité de Mario Basiola diminue en intensité, se concentrant surtout sur les théâtres de province : en août 1946, dans les ruines du Politeama de Gênes, il est à nouveau Rigoletto avec G. Di Stefano, tandis qu'en octobre, à Catane, il interprète La Favorite (avec Ebe Stignani) et Tosca (avec R. Tebaldi). En 1947, après quelques représentations de Nabucco de Verdi à Palerme, il participe à une reprise historique de Louise de Gustave Charpentier (11 mars 1948) à Rome avec O. Fineschi. En juillet 1948, il rejoint une compagnie pour une longue tournée en Australie : malgré les succès, l'expérience n'est pas facile car la compagnie est d'un niveau médiocre et Mario Basiola est le seul nom à l'affiche. De retour en Italie, fatigué et quelque peu déçu, il décide de prendre la voie de l'enseignement à Milan, flanqué de son épouse (parmi ses élèves, outre son fils, se trouve A. Protti), chantant de plus en plus rarement en public : en 1951 encore, il interprète Gioconda à Crémone, un opéra qu'il affectionne et qui a été un élément essentiel de son répertoire.
Mario Basiola meurt le 3 janvier 1965 à Annicco ou à Milan.